# Samuel Adegbenro
Samuel Adegbenro (Nigeria, 3 de diciembre de 1995) es un futbolista nigeriano que juega de delantero en el Egersunds IK de la Primera División de Noruega.

## Clubes
| Club               | País    | Año       |
| ------------------ | ------- | --------- |
| Kwara United       | Nigeria | 2013-2015 |
| Viking FK          | Noruega | 2015-2017 |
| Rosenborg Ballklub | Noruega | 2017-2021 |
| IFK Norrköping     | Suecia  | 2021-2022 |
| Beijing Guoan      | China   | 2022-2024 |
| Viking FK (cedido) | Noruega | 2023      |
| Egersunds IK       | Noruega | 2025-     |

## Palmarés

### Títulos nacionales
| Título               | Club               | País    | Año  |
| -------------------- | ------------------ | ------- | ---- |
| Eliteserien          | Rosenborg Ballklub | Noruega | 2017 |
| Supercopa de Noruega | Rosenborg Ballklub | Noruega | 2018 |
| Eliteserien          | Rosenborg Ballklub | Noruega | 2018 |
| Copa de Noruega      | Rosenborg Ballklub | Noruega | 2018 |